# 拉斯卡諾
拉斯卡諾（西班牙語：Lascano）是烏拉圭的城市，由羅恰省負責管轄，位於該國東南部，距離首都蒙特維多260公里，始建於1876年2月10日，海拔高度23米，2004年人口6,994。

## 外部連結
- INE map of Lascano （页面存档备份，存于）